# Раздолье (картина Дейнеки)
«Раздо́лье» — одна из наиболее известных картин советского художника Александра Дейнеки, созданная летом 1944 года. Полотно находится в коллекции Государственного Русского музея в Санкт-Петербурге. По утверждению академика Владимира Сысоева, «Раздолье» опережало события, происходившие в это время на фронтах Великой Отечественной войны, где шли тяжёлые бои с отступающими немецкими войсками. По его мнению, картина отражает ощущение художником близкой победы над нацистской Германией. Она изображала идеальный мир таким, каким его мечтал увидеть художник после окончания военных действий. Полотно показывает повседневную жизнь прекрасных людей, ощущающих свою свободу. В основу сюжета Александр Дейнека положил мотив легкоатлетического бега: несколько девушек совершают утреннюю пробежку по берегу, с которого открывается красивый вид на русло реки. Картина, по мнению искусствоведов, является удачным сочетанием спортивного жанра с пейзажем. Красота и пластика хорошо развитых, сильных тел героинь полотна, по словам академика Владимира Сысоева, «удваивает эстетическую притягательность картины» и служит для зрителя «источником радостного сопереживания».
Полотно неоднократно представляло творчество Дейнеки на всесоюзных, российских национальных и международных выставках. Среди последних: на выставке в Манчестере (1990); на выставке «Агитация за счастье» (1993—1996), которая проходила в Касселе, Праге, Турку и Стокгольме; на выставке в Иерусалиме (1997), а в 2006—2007 годах в Китае на выставке «Венера советская».
Картина привлекала внимание не только отечественных, но и видных зарубежных исследователей. Её анализировала доктор философии, преподаватель социальной истории искусства в Университете Хартфордшира Пэт Симпсон в статье «Советская суперженщина на фоне свободы: „Раздолье“ Александра Дейнеки, 1944 г.», опубликованной в 2000 году, и британский культуролог, профессор истории искусств и визуальной культуры Университета Бристоля Майк О’Махоуни в монографии об изображении спорта в советском искусстве «Спорт в СССР. Физическая культура — визуальная культура», перевод которой на русский язык был осуществлён в 2010 году.

## Изображение на картине
На картине изображён солнечный летний день. В небе плывут белые облака, на заднем плане течёт река, на поверхности воды в лучах света играют разноцветные блики. За рекой изображены типично русские бескрайние просторы — лес и поля. На высокий крутой берег выбегает несколько девушек. На переднем плане их только две, это позволяет зрителю сконцентрировать своё внимание на девичьих фигурах. На среднем плане художник изображает трёх бегуний, а на заднем плане — ещё четырёх. Загорелые тела ещё не высохли после купания в реке. Девушки возникают перед зрителем, проносятся перед его взглядом и исчезают за краем полотна. Для них характерны сила, здоровье и жизнерадостность. Два дерева, берёза и сосна, растущие на крутом берегу реки, задают вертикальную ось композиции, на заднем плане видны стога сена.
Член Союза писателей СССР Ирина Ненарокомова так писала о картине: «[Девушки] бегут потому, что им хорошо, весело, привольно. Они бодры, счастливы, их бег широк и лёгок, и кажется, мы слышим их смех, ожививший окрестное раздолье». Картина, по мнению искусствоведов, является удачным сочетанием спортивного жанра с пейзажем. Красота и пластика хорошо развитого, сильного тела героинь полотна, по словам академика Владимира Сысоева, «удваивает эстетическую притягательность картины» и служит для зрителя «источником радостного сопереживания».

## История создания и судьба картины
Работа над «Раздольем» была начата художником ещё до начала Великой Отечественной войны, а закончена в 1944 году. Новая ситуация в стране, новые мысли и чувства заставили Александра Дейнеку переработать первоначальный эскиз, «подобрать более современный типаж и отвечающий ему пейзажный фон». «Раздолье» опережало события, происходившие в это время на фронте, где шли тяжёлые бои с отступающими немецкими войсками, оно изображало идеальный мир таким, каким его мечтал увидеть художник после окончания военных действий. Это — повседневная жизнь прекрасных людей, ощущающих свою свободу. В основу сюжета, представленного на переднем плане, Александр Дейнека теперь положил мотив легкоатлетического бега: несколько девушек совершают утреннюю пробежку по берегу, с которого открывается вид на русло реки. Картина в этом варианте, по мнению академика Владимира Сысоева, — предвидение будущего Дня Победы, отражение веры в могущество Родины.
В Курской государственной картинной галерее имени А. А. Дейнеки находится двухсторонний рисунок к картине «Раздолье». Он создан в 1944 году и изображает бегущую девушку. Техника исполнения — карандаш, цветные карандаши по тонированной бумаге. Размер — 28,9 × 22,2 сантиметра (номер в Госкаталоге — 14208345, в каталоге Курской галереи — 05442, инвентарный номер в коллекции галереи — Г 2119).
Техника создания картины — масляная живопись по холсту. Размер полотна — 204 × 300 см (ранние указания размера противоречивы, в первом издании каталога Всесоюзной выставки 1946 года указывался размер 208 × 300 см, а во втором издании того же каталога — 205 × 300 см). В каталоге персональной выставки художника 1957 года назван размер 208 × 302 см. Впервые полотно было представлено широкой публике в Москве в залах Государственной Третьяковской галереи на Всесоюзной художественной выставке «Живопись, скульптура, графика» 1946 года. Дейнека также представил здесь свои живописные работы «Парашютный десант на Днепре», «Возвращение на родину после изгнания немцев», «Портрет жены» и скульптурную композицию «Эстафета». Внимание зрителей и искусствоведов привлекла именно картина «Раздолье». Художественными критиками она была оценена положительно, однако в рецензии искусствоведа Владимира Гапошкина, опубликованной под названием «Живописцы Москвы и Ленинграда» в газете «Советское искусство», были высказаны и замечания в адрес художника:

«А. Дейнека в своей картине „Раздолье“ как всегда интересен своей композиционной неожиданностью, оригинальностью ракурса и динамичностью. Однако нам кажется, что в живописном отношении этот талантливый художник повторяет себя. Приятная, может быть, сама по себе, его, несколько аскетичная цветовая гамма, воспринимается в последних работах художника, как несколько нарочитая и условная. Вспоминается другой Дейнека периода „Мать“, „Игра в мяч“ и др.»— Дейнека. Живопись

Картина Дейнеки на временной выставке в Русском музее «Вдохновлённые классикой. Неоклассицизм в России», 2023

В 1947 году полотно «Раздолье» было представлено на международной выставке в Вене. В 1949 году картина через Комитет по делам искусств при Совете министров СССР поступила в Русский музей, где в настоящее время входит в постоянную экспозицию. Инвентарный номер в коллекции музея — Ж-4500.
Картина неоднократно представляла творчество Дейнеки на выставках: на персональной в 1957 году в Москве и Ленинграде, на Всесоюзной в 1958 году в Москве, на выставке в 1958—1959 годах в Москве, в 1966—1967 годах — на выставках в Курске, Киеве и Риге. Картина демонстрировалась на выставке в Академии художеств СССР в 1973—1975 годах, на выставках в Москве в 1975 и 1978 (персональная в Центральном выставочном зале) годах, в 1980 году в Москве и Ленинграде, на выставках в Москве в 1980 (персональная) и 1990 годах, в 2007 году в Санкт-Петербурге на выставке «Поэтика воды», а в 2015 году на выставке «Романтический реализм. Советская живопись 1925—1945» в Центральном выставочном зале в Москве.
Картина представляла советское искусство на международных выставках: в 1990 году — на выставке в Манчестере; в 1993—1996 годах — на выставке «Агитация за счастье», проходившей в Касселе, Санкт-Петербурге, Праге, Турку и Стокгольме; в 1997 году — на выставке в Иерусалиме; в 2006—2007 годах — на выставке «Венера советская» в Китае.

## Картина в оценке искусствоведов, культурологов и зрителей

### Гендерные проблемы советского общества на картине «Раздолье»

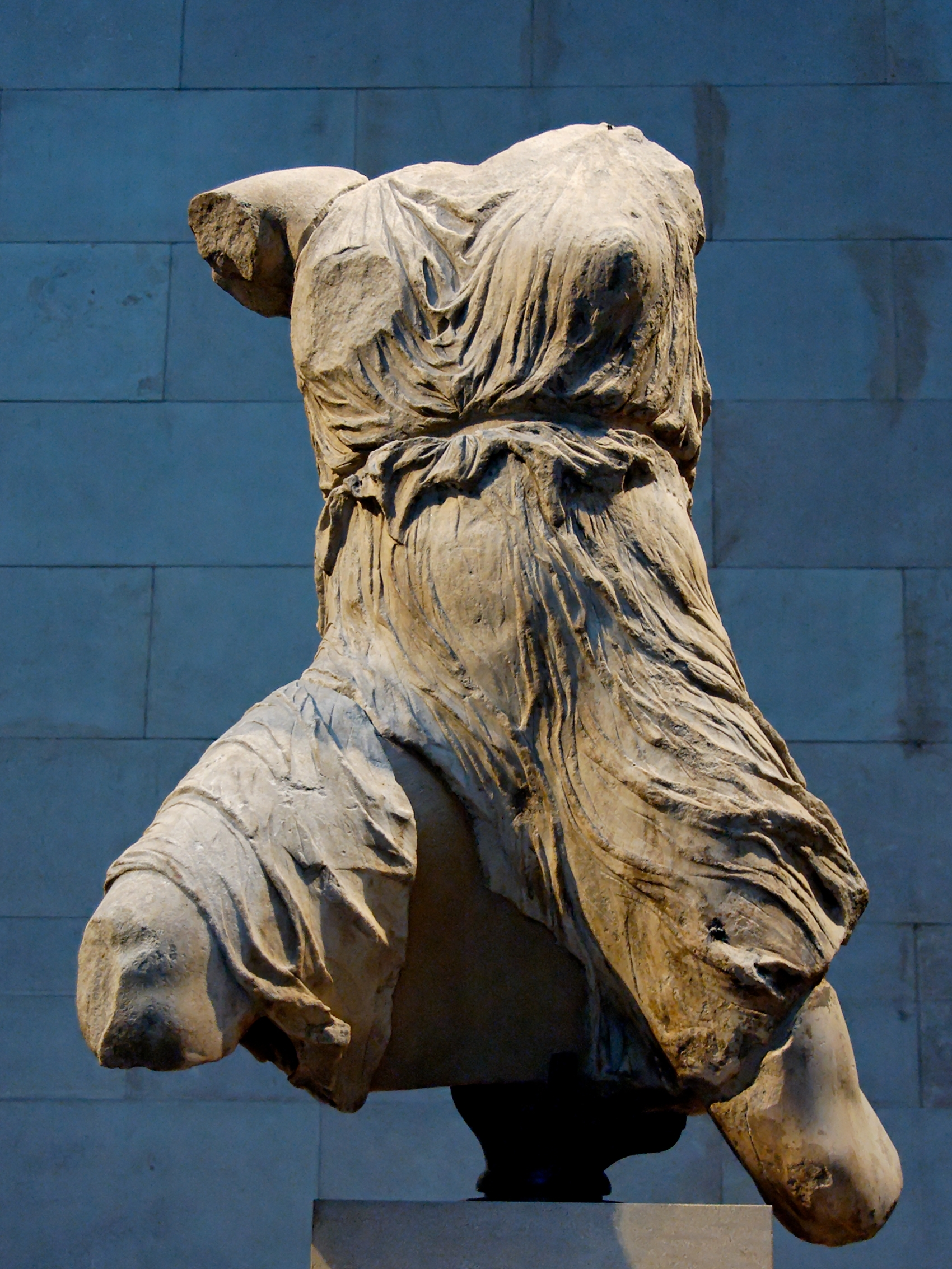
Бегущая девушка на западном фронтоне Парфенона, 447—433 до н. э.

Доктор философии, преподаватель социальной истории искусства в Университете Хартфордшира Пэт Симпсон сопоставляла картину Дейнеки с публикацией Государственного комитета по делам искусств в журнале «Литература и искусство» от 19 февраля 1944 года, поставившей перед художником «благородную задачу» «быть певцом силы и непобедимости нашего правительства, выражать устремления и мысли советского народа, отразить решающую победу над варварством». Она толковала название картины (англ. Razdol’e) как одновременное обозначение пространства и свободы и соотносила её с отступлением немецких войск с советских территорий, которые они оккупировали в 1941—1942 годах. Возникновение замысла картины Симпсон объясняла интересом самого Дейнеки к спортивным темам, использованием спортивных мероприятий для празднования окончания оккупации, а также идеологической задачей использования физической культуры как средства для создания нового советского человека.

Фрагмент полотна. «Ницшеанские» девушки на картине «Раздолье»

Образы девушек на картине Симпсон относила к женскому типу, выработанному между 1930-ми и 1940-ми годами, в первую очередь самим Дейнекой и скульптором Верой Мухиной. При этом искусствовед отмечала тенденцию наполнить эти образы качествами, воспринимаемыми как мужские, — героизмом, идеологической чистотой, силой тела и воли, однако отвергала мнение Геннадия Ревзина, что присутствие таких качеств в образах женщин Дейнеки якобы превратило их в чудовищных, деэротизированных, ницшеанских «суперженщин». Симпсон считала, что образы спортсменок в «Раздолье» вполне соответствуют картинам и плакатам Дейнеки начала 1930-х годов, например, «Мать» (1932), «Играющие в мяч» (1932) и «Физкультурница» (1933). У их героинь такое же телосложение, такие же мускулистые фигуры с выступающими грудями и достаточно большими бёдрами, схожие черты лица, угловатые и острые носы, среди них преобладают блондинки. С точки зрения искусствоведа, это говорит об идеальности, а не конкретности таких образов. В 1920-х годах советские образование и психология имели склонность к биомеханическим теоретическим исследованиям, рассматривающим организм человека как идеальную машину, зависящую прежде всего от окружающей среды для правильного развития. Эти идеи оказали наибольшее влияние на роботизированные изображения Дейнеки того времени. В 1930-е годы в советских педагогике и психологии произошло смещение акцента с биомеханических идей на личную волю и целенаправленное воспитание, как наиболее важные факторы в создании нового человеческого типа. Женские образы «Раздолья» воплощают, по мнению Симпсон, именно эту тенденцию.
По мнению Симпсон, мощная мускулатура женщин, изображённых художником, обусловлена самой жизнью — это результат физических упражнений и/или физического труда. В контексте реалий Великой Отечественной войны это является естественным и обыденным — женщины были основной рабочей силой в тылу, участвовали наряду с мужчинами в военных действиях. Исследовательница отмечала борьбу между а) официальным продвижением гендерно-нейтральной конструкции нового советского человека с её последствием в виде недифференцированного равенства полов и б) интересом к изображениям женщин как эротических объектов для мужского взгляда. С 1934 года официальный моральный климат стал более пуританским. Обвинение в порнографии могло привести к пяти годам лишения свободы. Обнажённая натура в живописи стала редкостью и Дейнека также отказался от изображений обнажённых спортсменок, характерных для его творчества начала 1930-х годов. Тем не менее можно, по мнению Симпсон, увидеть и проблески эротического беспокойства. В частности, в серии полотен Александра Герасимова конца 1930-х и 1940-х годов, на плакате Д. Антонова, воспроизведённом на первой полосе журнала «Литература и искусство» от 15 августа 1942 года. В период с июня 1941 года по середину 1944 года официальная пропаганда поощряла женщин к занятию традиционными мужскими рабочими профессиями в промышленности и сельском хозяйстве, хотя гендерная роль женщины позиционировалась в то же время как роль жены, сестры, матери. При этом особое внимание уделялось роли матери как воплощению Родины. Симпсон делала вывод, что советские женщины должны были взять на себя тройное бремя: занятости на работе, материнства и домашнего хозяйства. Это ограничивало ту роль, которую они могли бы играть в общественной жизни, хотя по современным картине Дейнеки европейским стандартам женщины, с точки зрения британского искусствоведа, имели беспрецедентную значимость в большинстве сфер социальной и политической жизни. Повседневная жизнь советских женщин была, по её предположению, далека от мифологии «Раздолья» Дейнеки. Цель «Раздолья» заключалась в том, чтобы проецировать на холст героическую мифологию, а не изображать повседневную реальность.
Кандидат исторических наук Владислав Аксёнов цитирует работу Сьюзен Зонтаг «Магический фашизм», в которой она отметила сходство «утопической эстетики физического совершенства» нацистской Германии и СССР, которая в обоих случаях была основана на подавлении сексуальной энергии и её обращении на служение общественным идеалам. Он отмечает, что идиллическая картина занимающихся спортом на фоне деревенских просторов молодых девушек на полотне «Раздолье» не имела ничего общего с реальным бытом сельской жизни советского общества того времени, она символизировала раскрестьянивание деревни. Аксёнов считает, что в годы Великой Отечественной войны типаж «раскрестьянившейся физкультурницы» (отдалённо напоминавшей «красную бабу») стал эталоном для создания образа Родины-матери.
Британский культуролог, профессор истории искусств и визуальной культуры Университета Бристоля Майк О’Махоуни в книге об изображении спорта в советском искусстве «Спорт в СССР. Физическая культура — визуальная культура» отмечал, что гендерные ассоциации в картине Дейнеки весьма двусмысленные. Художник, по его мнению, отождествляет землю с женским началом. Это даёт ему возможность ввести вуайеристский момент. Дейнека делает акцент на едва одетых женских телах, практически не скрывая его. Помещение в центре картины спортсменок отдаёт дань героизму, проявленному советскими женщинами в военные годы, как в тылу, так и на фронте. Учитывая то, что мужское население Советского Союза во время войны резко сократилось, О’Махоуни высказывал предположение, что Дейнека мог также указывать на роль женщины в будущем восстановлении страны. О’Махоуни считает, что ключевой для полотна является демонстрация спортивной подготовки как одного из самых важных факторов победы в войне. Он цитировал в своей книге не названного по имени крупного советского военачальника, который писал в газете «Физкультура и спорт»:

«В первую очередь спортивным организациям мы обязаны тем, что советские люди закалены, что они приобрели такие качества, как храбрость, настойчивость, сила воли, выносливость, патриотизм. Солдату эти качества нужны на поле боя. Но эти же самые качества будут широко востребованы и в мирное время»— Майк О’Махоуни. Спорт в СССР. Физическая культура — визуальная культура
Майк О’Махоуни обращал внимание, что в 1946 году режиссёр Сергей Юткевич снял короткометражный документальный фильм «Молодость нашей страны», который стал одним из первых, снятых в СССР в цвете. Фильм чередует сцены физкультурных парадов с длинными романтическими видовыми кадрами. Британский культуролог считал, что Юткевич в визуальном решении ориентировался (пусть даже частично) именно на картину Александра Дейнеки «Раздолье».

### Истоки вдохновения художника при создании картины

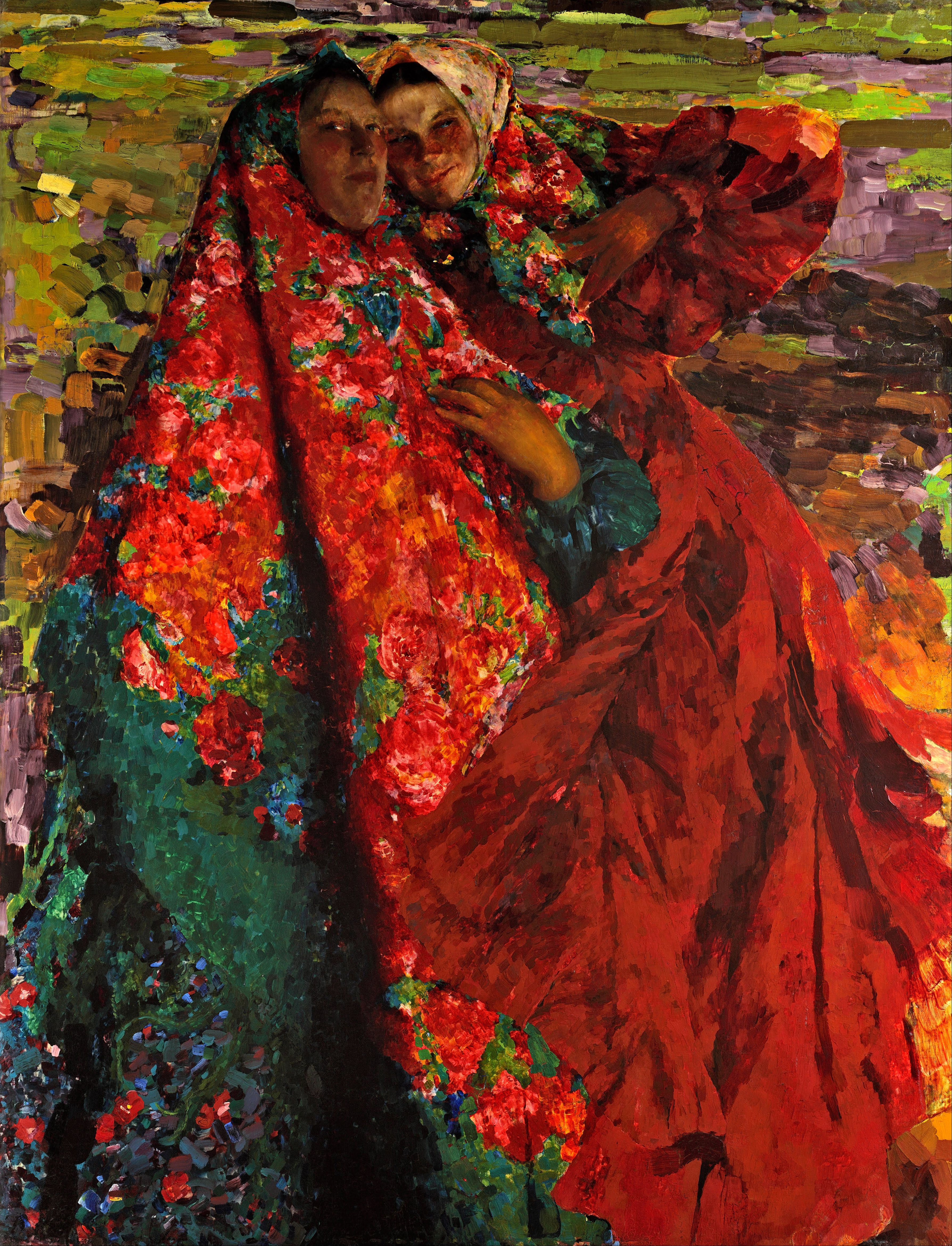
Филипп Малявин. Бабы, 1905

Искусствовед и живописец Игорь Долгополов отмечал влияние на полотно «Раздолье» Дейнеки античных идеалов и образцов. Он писал о картине:

«девушки сродни античным богиням — стройные, длинноногие, быстрые, как мечта… Дух Эллады… Он витает вокруг нас… Древняя, вечная по цельности и духу гармонии пора. Ведь, невзирая на все достижения XX века, на вершины науки и техники, освоенные людьми, всё же эти образы, встречающие нас в парках и старых дворцах, музеях и галереях, непостижимы и загадочны своим непокоримым духовным магнетизмом, той эманацией прекрасного, которая отличает зоревую пору культуры человечества — греческую античность»— Игорь Долгополов. Александр Дейнека
Кандидат исторических наук Владислав Аксёнов считает, что женские образы Александра Дейнеки в картине «Раздолье» продолжают традицию так называемых «красных баб» Филиппа Малявина, Абрама Архипова, Кузьмы Петрова-Водкина, откуда они заимствовали «здоровую, фертильную телесность, в противовес болезненной хрупкости декаденток эпохи модерна». Внешность таких девушек не предполагает романтического настроя: для них не характерны томная нега, черты лица подчёркивают волю и решительность. При этом их позы и одежды на картине Александра Дейнеки оказываются неприемлемыми в рамках патриархальных традиций деревни. Произошла трансформация бабы-крестьянки в рабочую-физкультурницу.
Кандидат искусствоведения, ведущий научный сотрудник Отдела новейших течений Русского музея Лев Мочалов увидел в картине «Раздолье» «обобщённый образ Родины, в котором эпическая тема родной природы сливается с лирической темой юности». Он воспринимал её как мечту о возвращении солнечного довоенного мира. На полотне свежий ветер развевает полотенца бегущих девушек. С точки зрения искусствоведа, это те самые девушки, которые были изображены на полотнах Дейнеки середины и конца 1930-х годов. Даже ветер, по его мнению, принадлежит другой — довоенной исторической эпохе.

### Картина «Раздолье» в контексте творчества художника
Академик Владимир Сысоев сопоставлял картину «Раздолье» с другой картиной Александра Дейнеки «В обеденный перерыв в Донбассе», созданной в 1935 году. Обе эти картины, по его мнению, являются «визитными карточками» двух разных периодов его творчества. Сысоев отмечал, что цитата из автобиографического очерка Дейнеки выражает настроение героев обеих картин (с сохранением орфографии и пунктуации оригинала):

«Бывает, вас охватывает задор, прилив энергии, мышцы пружинятся, по телу проходит холодок бодрости, вы как бы только что поутру, раннему, утру с росой вышли из холодной реки, вам хочется куда-то бежать, сбросить запасы лишней энергии, растрачивать её большими пригоршнями со смехом и задором, смотреть на жизнь, слушать её, ломать, подминать и строить. Мысли бегут самые дерзкие, в голове уйма проектов, жестоких и добрых, и работа — роскошная растрата буйного бытия»— Владимир Сысоев. Александр Дейнека
Искусствовед находил общие черты в фабуле и композиции обоих полотен, однако находит различие в степени конкретизации: картина 1935 года условна и отражает романтическую мечту о светлом будущем. В картине 1944 года также изображена, по его мнению, вымышленная реальность, но здесь присутствуют телесная плотность фигур, их объёмность, трёхмерность пространства. В обоих случаях образы, рождённые фантазией художника, обладают убедительной достоверностью.
Ещё одной картиной Александра Дейнеки, вызывавшей у искусствоведов ассоциации с «Раздольем», была картина «Купальщицы» 1952 года. Доктор искусствоведения, профессор Иван Маца писал о ней:

«Это то же „Раздолье“ в новом варианте? И да, и нет. Да, ибо мы видим тот же типичный среднерусский пейзаж, тех же здоровых прелестных в своей цветущей молодости простых русских девушек. Но в отличие от хотя и лёгкого, но напряжённого ритма „Раздолья“ здесь тихая радость бытия, тех чудесных его моментов, когда человек почти растворяется в природе, а природа — в нём»— Владимир Сысоев. Александр Дейнека
Владимир Сысоев соглашался с мнением о согласии между людьми и природными стихиями на картине, но считал преувеличением утверждение искусствоведа Ивана Мацы о растворении человека в природе, ссылаясь на скульптурность человеческих фигур, вписанных в пространство полотна, как горельеф.
Картина Дейнеки «Эстафета по кольцу „Б“» (1947) написана на холсте примерно тех же размеров, что и «Раздолье». По мнению О’Махоуни, «Эстафета по кольцу „Б“» свидетельствует об изменении общественного восприятия спорта после Великой Отечественной войны. Действие перенесено из сельской местности в Москву. Эта картина, в отличие от «Раздолья», рассказывает о групповом состязании, а не о массовом участии. Если в «Раздолье» массовые занятия спортом воспринимаются как символ мощи Отечества, то в «Эстафете…» обращает на себя внимание зрителя немногочисленность участвующих в легкоатлетическом состязании: их всего шестеро (трое юношей и три девушки). Сцена строится вокруг белой линии на асфальте, одновременно обозначающей финиш одного этапа и старт следующего. Девушки-спортсменки на полотне присутствуют, но юноши, как считал британский культуролог, более важны для автора: именно им передают эстафетную палочку девушки, юноши и побегут дальше на дистанции. Минимум две женщины, изображённые на полотне, — просто зрители, о чём говорит их одежда. Модные туфли девушки, находящейся на первом плане, составляют контраст с функциональной обувью бегунов.
Советский и российский искусствовед, доктор искусствоведения Александр Морозов писал, что Дейнека не был антисоветчиком, но «ощущал репрессивную силу сталинской власти». В картине «Раздолье» он, с точки зрения искусствоведа, подводит итог размышлениям «о судьбе вовлечённой в эпопею войны молодой генерации». В ней снова появляется близкий художнику мотив стремления навстречу ветру и солнцу девушек-физкультурниц, бегущих на высокий берег реки после купания. На первый взгляд, полотно исполнено оптимизма, «но все молодые герои остались в полотнах Дейнеки, посвящённых той войне, там, где происходило глубинное осознание некоторого порога насилия и принуждения, которого современное человечество не вправе, не должно преступать». Отмечая достаточно сложный характер образной ткани этих работ, Морозов писал, что художник имел в виду «что-то более ёмкое, нежели конкретную сшибку политических антагонистов».
По мнению журналистки и автора научно-популярной книги-очерка о творчестве Александра Дейнеки Ксении Толоконниковой, картина напоминает довоенные картины Дейнеки на тему спорта, однако она считает, что это — не возвращение в прошлое, а новый этап творчества мастера. По её мнению, следует выделить следующие стилистические отличия картины «Раздолье» от работ художника 1930-х годов:
- в картине «Раздолье» нет самодовлеющего любования «спортивными движениями» тела, характерного для довоенных работ художника;
- целомудренная красота девических тел (нет обнажённых персонажей, характерных для работ 1930-х годов) привлекает Дейнеку не как самоценный объект изображения, а как средство, при помощи которого он передаёт свою эпоху;
- в отличие от картин 1930-х годов здесь важную роль играет типично русский пейзаж с изгибами реки, песчаными берегами и лесом на горизонте.

Кандидат искусствоведения Пётр Черёмушкин в книге «Дейнека. Романтик соцреализма» (2021) отмечал, что ко времени создания картины война ещё продолжалась, но исход её уже был предрешён, и художнику, очевидно хотелось отойти от суровых военных портретов и пейзажей. Именно поэтому он вернулся к замыслу картины «Раздолье», которая была начала ещё до войны в 1941 году. Центральная тема этого полотна — женская красота, а само оно пронизано предчувствием радости от приближения мирной и счастливой жизни. Небольшая брошюра советского искусствоведа Марии Яблонской «Александр Александрович Дейнека» (1964) характеризует картину «Эстафета по кольцу „Б“» как пронизанную солнцем и движением и вспоминает в связи с этим более раннюю картину художника «Раздолье», утверждая, что её содержанием является «предшествующий этап этой мирной эстафеты».

### Другие художественные и культурологические аспекты полотна
Профессор Евгений Шорохов отмечал, что ощущение динамичности композиции создаётся с помощью демонстрации каждой фигуры в определённой фазе движения. Ритмическое чередование различных его фаз создаёт иллюзию смены одного движения другим. Этот ритм даёт ощущение реальности движения в картине. Ритм в картине отличается сложной структурой — движение спортсменок начинается внизу, оно продолжается от реки вверх на высокий берег, при этом первоначально девушки бегут прямо на зрителя, а затем — параллельно плоскости картины.
Ирина Ненарокомова в книге «„Люблю большие планы…“ Художник Александр Дейнека» (1987) называла картину «Раздолье» знаковой для творчества художника. По её мнению, именно жизнелюбие и оптимизм создали имя Александру Дейнеке и определили характер его творчества. Особо Ненарокомова выделяет девушку на первом плане: у неё мощный и «ясный» силуэт, открытое лицо, всё это подчёркивает её устремлённость в будущее. Девушки в майках и трусах идеально смотрятся на «необозримом родном просторе, сини [от синь] реки, голубизне неба». Авторы статьи о советской живописи в изданном в 1964 году дополнительном томе многотомной «Истории русского искусства», посвящённом изобразительному искусству в годы Великой Отечественной войны, доктор искусствоведения Борис Виппер и кандидат искусствоведения Рафаил Кауфман, выделили целый ряд картин, созданных советскими художниками в последние два года войны, которые отражали «новую эмоциональную атмосферу» победоносного её окончания и воплощали мечту о возвращении мирных дней. Ведущими темами в этих полотнах были возрождение Родины и счастье жить на советской земле. Среди них самым ранним искусствоведы считали именно картину Александра Дейнеки «Раздолье». Композицию её они охарактеризовали как декоративно задуманную, а сюжет описывали как гимн «здоровью, свежести и чистоте советских девушек-спортсменок, полной грудью вдыхающих живительный воздух Родины на её бескрайних просторах».

## Картина Дейнеки в культуре

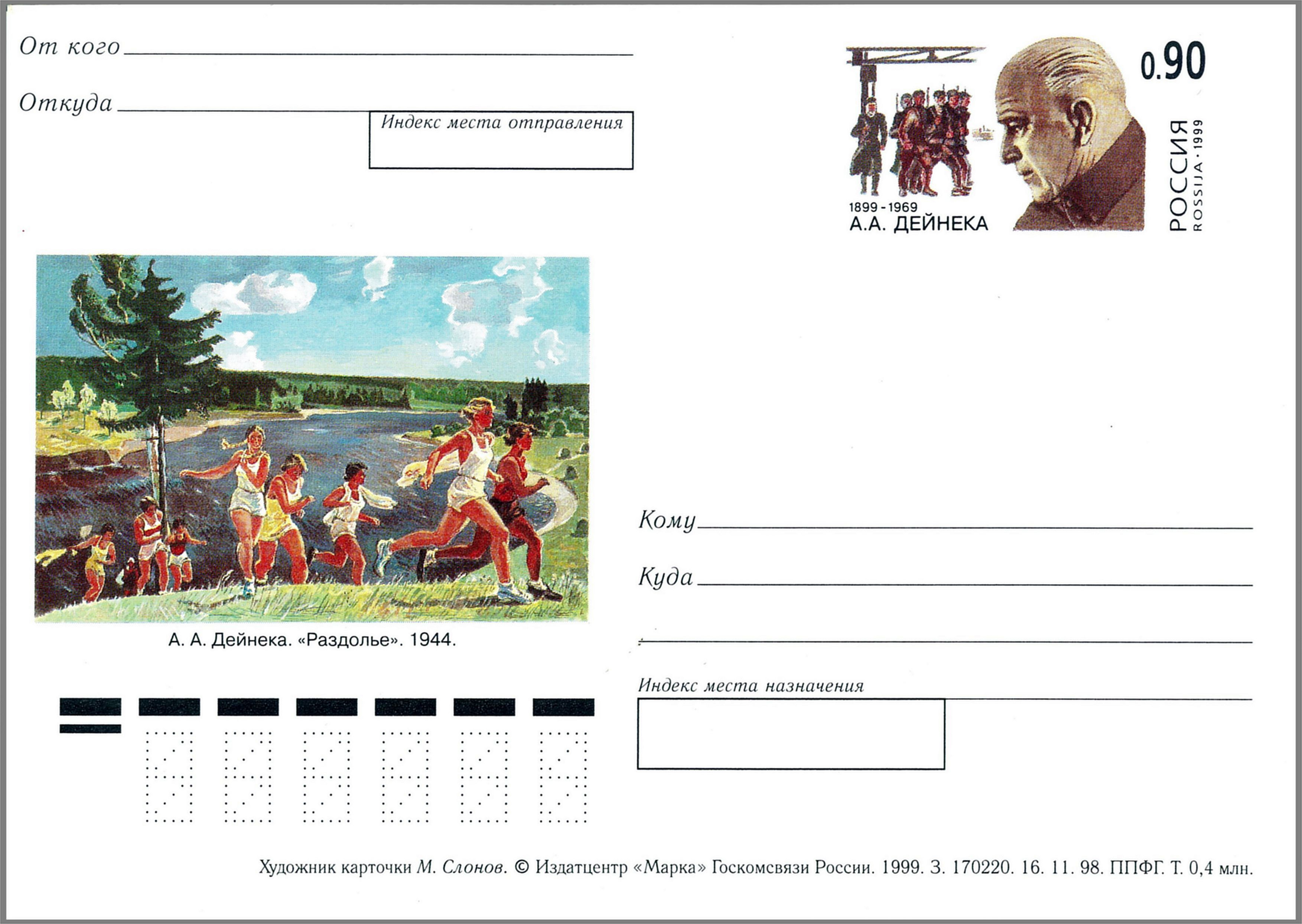
Картина Александра Дейнеки «Раздолье» на почтовой открытке 1999 года

Картина Александра Дейнеки «Раздолье» была воспроизведена на почтовой открытке, выпущенной в Российской Федерации в 1999 году к столетию со дня рождения художника (односторонняя карточка с оригинальной маркой, Россия, 23 апреля 1999 года, в каталоге ИТЦ «Марка» № 90 / окр-99, мелованная бумага, офсетная печать, размер почтовой карточки — 105 × 148 мм, тираж — 40 тысяч экземпляров, на марке изображены портрет Александра Дейнеки и фрагмент картины «Оборона Петрограда» 1923 года). Кандидат искусствоведения, ведущий научный сотрудник отдела Новейших течений Русского музея Антон Успенский снял видеоролик, посвящённый картине «Раздолье», и разместил его на своём YouTube-канале.
Профессор Университета имени Иоганнеса Гутенберга в Майнце, доктор филологических наук Оксана Булгакова в разделе «Маршировка и походка: военное штатское» монографии «Фабрика жестов», посвящённой советскому кинематографу, анализирует модели «телесного поведения, предназначенные для идентификации» в 1920-е — 1940-е годы. Она отмечает, что в 1930-е годы (в отличие от 1920-х годов) в советском кино мужчины (в первую очередь руководители) утрачивают способность к быстрому шагу. Быстро теперь могут ходить только юные персонажи. А бег и вообще становится «кодом только молодой девушки». В качестве примера исследователь приводит героиню Татьяны Окуневской в фильме «Горячие денёчки» и молодых москвичек в «Девушке с характером», а также девичьи фигуры на картинах Дейнеки (в качестве иллюстрации этого вывода приведена картина «Раздолье», автор книги ошибочно датировала её 1949 годом). Быстро идущие молодые и пожилые мужчины, напротив, «обнаруживают свою „несостоятельность“»: услужливость, актёрство, подхалимаж, попытку скрыть свой реальный возраст или подобострастность. Доктор филологических наук Владимир Лопатин и его супруга Людмила Лопатина использовали чёрно-белую репродукцию полотна Дейнеки в изданном в 2007 году «Иллюстрированном толковом словаре современного русского языка» для пояснения значений слова «Бежать».
Спортивный функционер и журналист (первый россиянин, удостоенный премии Поля Луака в 2000 году) Всеволод Кукушкин, анализируя картину, писал, что сам Дейнека был очарован изображением двух спортсменок на картине «Раздолье», которые «выбегают» с картины в правой её части. По мнению журналиста, именно эти две девушки являются центральными фигурами на полотне, приковывающими к себе внимание зрителя. Кукушкин отмечал, что «они бегут абсолютно правильно [с точки зрения легкоатлетической техники], хотя и по лесной дорожке, а не на стадионе».